# 2674 Pandarus
2674 Pandarus је Јупитеров тројански астероид. Приближан пречник астероида је 98,10 ,
а средња удаљеност астероида од Сунца износи 5,179 астрономских јединица (АЈ).
Инклинација (нагиб) орбите у односу на раван еклиптике је 1,854 степени, а орбитални период износи 4305,739 дана (11,788 годину). Ексцентрицитет орбите астероида износи 0,068.
Апсолутна магнитуда астероида износи 9,00 а геометријски албедо 0,046.
Астероид је откривен 27. јануара 1982. године.